# مردکان
مردکان (به لاتین: Mərdəkan) یکی از شهرک‌های جمهوری آذربایجان است که از توابع شهر باکو است. جمعیت این شهر در سرشماری سال ۲۰۱۱ میلادی، ۲۳۰۰۰ نفر بود.
قلعه چهارگوش مردکان در این شهر قرار دارد.